# Нуракі
Нуракі (італ. Nurachi, сард. Nurachi) — муніципалітет в Італії, у регіоні Сардинія,  провінція Ористано.
Нуракі розташоване на відстані близько 400 км на південний захід від Рима, 100 км на північний захід від Кальярі, 9 км на північний захід від Ористано.
Населення — 1814 осіб (2014).
Щорічний фестиваль відбувається 24 червня. Покровитель — S. Giovanni Battista.

## Демографія
Населення за роками:

Станом на 1 січня 2023 року в муніципалітеті офіційно проживало 27 іноземців з 8 країн, серед них 18 громадян країн Євросоюзу та 1 громадянин України.

## Сусідні муніципалітети
- Баратілі-Сан-П'єтро
- Кабрас
- Ористано
- Ріола-Сардо